# Small business

## Kryteria zaliczaniaprzedsiębiorstwado klasy małych i średnich przedsiębiorstw
Przy zaliczaniu przedsiębiorstwa do odpowiedniej klasy brana jest pod uwagę liczba osób pracująca w nim. Czasami liczą się także wielkość rocznych obrotów, zależnie od rodzaju działalności.
Według statystyk OECD, definiujemy przedsiębiorstwa na podstawie zatrudnienia w następujący sposób:
- bardzo małe – od 1 do 19 pracowników
- małe – od 20 do 99 pracowników
- średnie – od 100 do 499 pracowników
- duże – ponad 500 pracowników

## Sposoby wspierania rozwoju małych i średnich przedsiębiorstw
Można podzielić na finansowe i niefinansowe
Finansowe:
- Kredyty preferencyjne. Przyznawane zwykle przez administracje na lepszych warunkach niż na rynku kredowym. Zwykle posiadają niższe oprocentowanie lub wymagane jest niższe zabezpieczenie. W wielu krajach banki traktują takie formy pomocy przedsiębiorstwom bardzo poważnie, gdyż stanowią one atrakcyjną niszę.
- Kredyty podatkowe. Udzielanie kredytu na poczet spłaty podatków – w praktyce odsunięcie ich na później. Atrakcyjne dla władz publicznych, które traktują tę formę jak inwestycję. Przyznawane w momencie skumulowania się wielu kosztów, zwykle na początku działalności. Później, po uzyskaniu płynności finansowej kredyt jest spłacany, zwiększone przychody są źródłem zwiększonych przychodów podatkowych oraz podatków od wynagrodzeń podatników.
- Gwarancje kredytowe. Administracja państwowa lub agencje rozwoju regionalnego udzielają gwarancji na kredyt w momencie, gdy początkujący ma kłopoty z zaciągnięciem kredytu. Bank niechętnie może udzielać kredytów początkującym przedsiębiorcom, ponieważ mogą nie posiadać wystarczającego majątku na zabezpieczenie.
- Przyspieszona amortyzacja. Pozwala na początku działalności firmy na zmniejszenie obciążeń podatkowych i odłożenie ich na później poprzez zwiększanie odpisów amortyzacyjnych.

Niefinansowe:
- Szkolenia
- Doradztwo
- Inkubatory przedsiębiorczości. Pomagają początkującym przedsiębiorstwom prowadzić księgowość, korespondencję, marketing, znalezienie lokalu. Po pewnym czasie, po nabraniu samodzielności, firma opuszcza inkubator i usamodzielnia się. Często jednostki w inkubatorach otrzymują wsparcie od różnych uczelni wyższych, które wspierają w ten sposób swoich absolwentów.
- Parki przedsiębiorczości. Są to tereny, na których powstaje infrastruktura oraz standardowe budynki gotowe do zajęcia przez przedsiębiorstwa.